# Pingasa distenta
Pingasa distenta är en fjärilsart som beskrevs av Walker 1860. Pingasa distenta ingår i släktet Pingasa och familjen mätare. Inga underarter finns listade i Catalogue of Life.